# Batinga
Batinga é um distrito da cidade de Itanhém, na Bahia, Brasil. Anualmente, durante o período de 27 de julho a 6 de Agosto, é realizada a Festa do Padroeiro de Batinga.

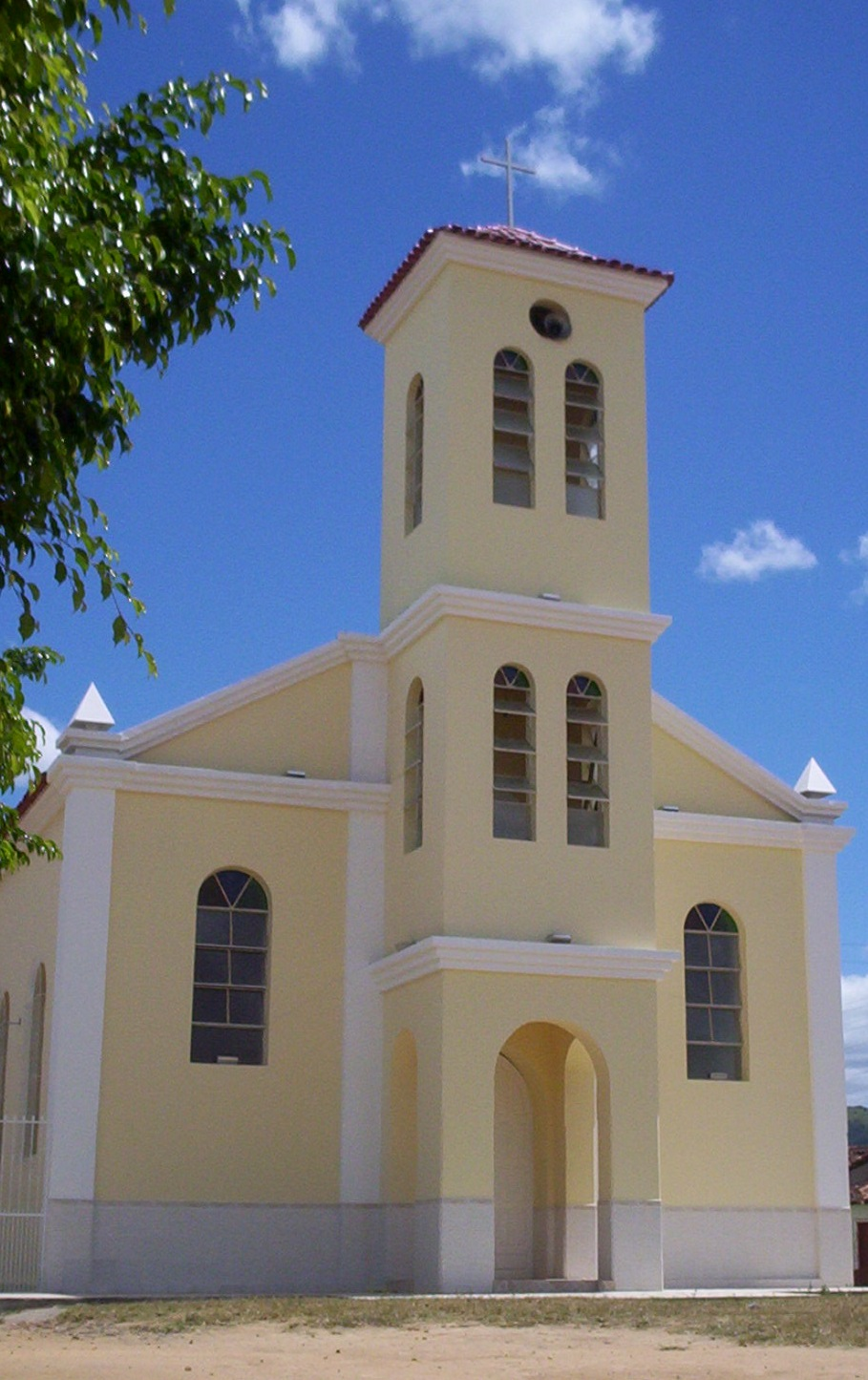
Igreja Matriz do Senhor Bom Jesus de Batinga

## História
Apesar de ser o senhor Santos Francisco Pereira, conhecido como fundador do lugar, foi sua mãe, a senhora Domingas Maria de Jesus, que em 1º de novembro de 1922, juntamente com seu esposo João Francisco Pereira e alguns familiares vindos da região do Vale do Jequitinhonha, estado de Minas Gerais, chegou e desbravou esta terra, que antes era de densa mata Atlântica. Pouco tempo depois, chegaram em grande número, sertanejos vindos das mais diversas regiões da Bahia e Sergipe, que abandonavam suas propriedades nos seus lugares de origem e fugindo da seca, buscavam novas oportunidades na região que era chamada por eles de "Mata". Corriam notícias de terra boa e água com fartura, devido os rios e córregos que cortam a região, e cada vez mais, famílias inteiras chegavam vindas de cidades baianas como Andaraí, Jussiape, Rio de Contas, Condeúba, Itapetinga, Brumado, Vitória da Conquista, entre outras.
O primeiro nome dado ao lugar foi, Vila do Bom Jesus da Bahia, devido à devoção da família Francisco Pereira, que ali construiu uma capela em honra ao Senhor Bom Jesus. Essa antiga devoção trazida pelos portugueses ao Brasil, tem um grande número de devotos em toda Bahia onde é venerado como Senhor Bom Jesus do Bonfim ou Senhor Bom Jesus da Lapa. A devoção cresceu rapidamente entre aqueles que ali chegavam e fixavam morada, como também entre os moradores das proximidades. A festa do Senhor Bom Jesus, no dia 6 de agosto, atraía grande número de fiéis vindos das localidades vizinhas e também de Minas e norte do Espírito Santo. Como a antiga capela não tinha capacidade para abrigar tantos fiéis, as celebrações eram feitas do lado de fora da igrejinha.
Por volta da década de 40, o senhor Camilo Nunes adquiriu uma parte das terras pertencentes a Santos Francisco, onde hoje fica o centro comercial e Praça da Liberdade, e passou a vender lotes do terreno para construção de casas de morada e de comércio. Isso fez com que o lugar crescesse rapidamente, atraindo cada vez mais retirantes e sertanejos. Nessa mesma época foi acrescentado o nome Batinga ao primeiro nome da vila, vindo a ser chamada de Bom Jesus de Batinga. A vizinha, Itanhém, que então já havia sido criada como distrito pelo decreto-lei estadual nº 7129, de 15/08/1930, com o nome de Nossa Senhora do Itanhém, anexado ao município de Alcobaça, teve depois seu nome mudado para Itanhém, através do decreto-lei estadual nº 11089, de 31/11/1938. Com a lei estadual nº 628, de 30/12/1953, foram criados novos distritos anexados ao município de Alcobaça, entre eles, o de Batinga.
Através da lei estadual nº 1031, de 14/08/1958, o distrito de Itanhém foi elevado à categoria de município, sendo Batinga desmembrada de Alcobaça e passando a pertencer ao novo município. Em 1964, foi construída a atual igreja Matriz do Senhor Bom Jesus de Batinga na mesma praça onde está a primeira igreja. A devoção ao padroeiro Bom Jesus, continua presente nas festividades do dia 6 de agosto.

## Toponímia
Batinga é vocábulo indígena que significa ”fruto branco”, do tupi-guarani: ybá - fruta de árvore ou fruto; e tinga - branco. Outra variação do tupi para batinga também pode ser “madeira branca” ou “árvore de madeira branca”. É nome comum de algumas árvores da família das mirtáceas do Brasil.

## Geografia

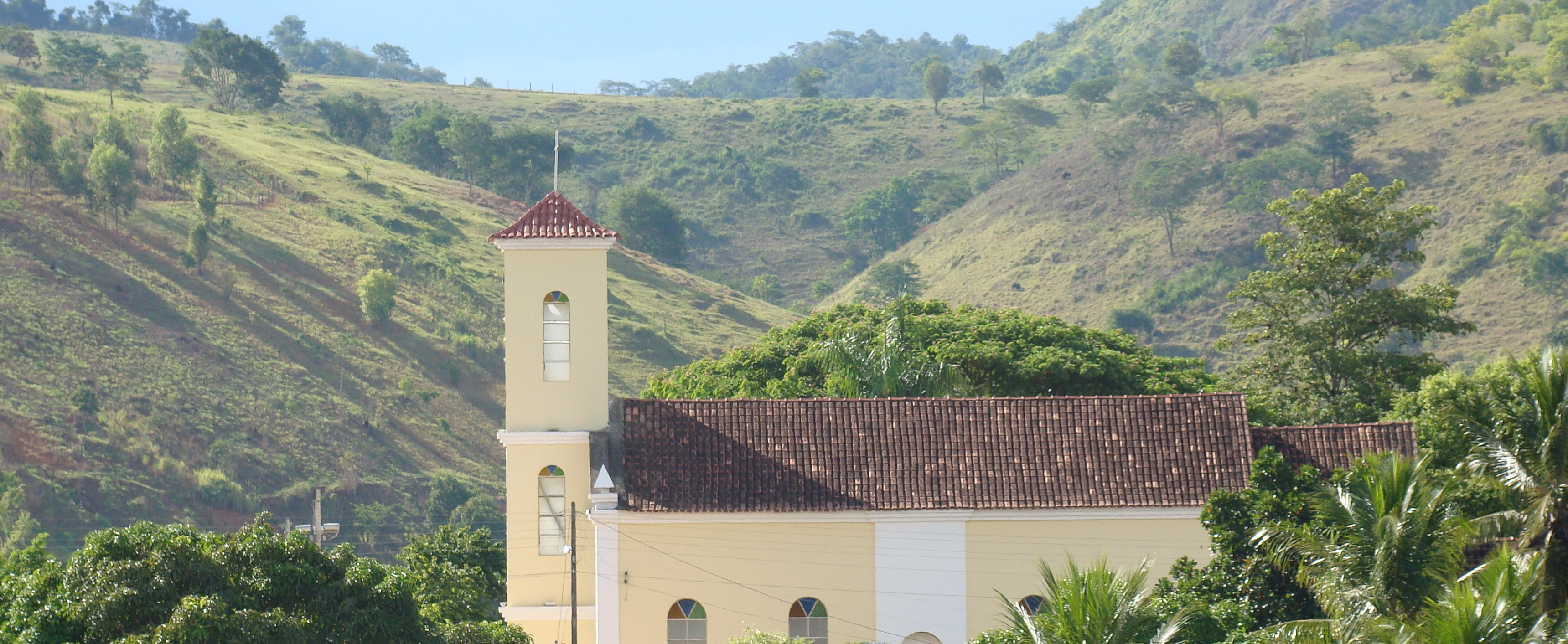
Igreja do Bom Jesus de Batinga

Batinga situa-se na Latitude 16º56 03 S e Longitude 40º29 08 W. Localiza-se a uma altitude de 280mts (IBGE).
Cercada por montanhas, Batinga fica às margens do rio Umburana, que faz divisa dos estados de Bahia e Minas Gerais, no extremo sul da Bahia. Tem como vizinhas as cidades baianas de Itanhém, Jucuruçu e Vereda e as cidades mineiras de Bertópolis, Palmópolis, Umburatiba e Santa Helena de Minas. Sua população atual é inferior a 3.000 habitantes. Está localizada a 944 km da capital Salvador. Tem sua origem em 1º de novembro de 1922. O gentílico é batinguense.

## Religião
O Cristianismo é predominante. A população professa o catolicismo ou o protestantismo, sendo o catolicismo a religião com maior número de fiéis. A religiosidade popular está intimamente ligada aos costumes locais desde a origem de Batinga. A festa do padroeiro, Bom Jesus de Batinga, é um exemplo da manifestação de fé da maioria católica.
Não se sabe ao certo a data em que foi celebrada a primeira Missa em Batinga, mas sabe-se que ocorreu entre final da década de 20 e início de 30, quando Batinga ainda era fazenda Boa Esperança. Foi celebrada pelo padre Emiliano, que, segundo contam os moradores mais antigos, vinha de Porto Seguro a cada semestre com o sacristão que o acompanhava. Cada um montado numa mula e outro animal de carga que trazia os paramentos litúrgicos e vasos sagrados para celebração da Santa Missa.
A presença dos franciscanos holandeses, que por muitos anos estiveram na região, foi fundamental na evangelização e propagação da religião. Quando em 1965, Itanhém se tornou paróquia sendo desmembrada da paróquia São Bernardo de Alcobaça, e o frei Simão OFM assumiu-a, sendo o primeiro pároco, os franciscanos aqui permaneceram por mais um tempo, até que anos mais tarde entregaram a paróquia, deixando-a sob a direção dos padres diocesanos.

## A devoção ao Bom Jesus
Comemorada no dia 6 de agosto, a festa do Senhor Bom Jesus remonta os tempos antigos da igreja do oriente. É o dia em que a igreja católica celebra a Transfiguração do Senhor no Monte Tabor, para comemorar a manifestação da Glória Divina, narrada no evangelho de São Mateus (cap. 17). Acredita se que esta festa se originou entre os séculos IV ou V nas igrejas orientais e foi adotada lentamente pela igreja latina, não sendo mencionada antes de 850 d.C. (Martirológio de Wandelbert, Gavanti. “Thesauros Litug”, II, August). Foi adaptada na liturgia por volta do século X e celebrada principalmente no dia 6 de agosto. É celebrada em 27 de julho na Gália e Inglaterra. O papa Calixto 3.º, em 1456, estendeu a festa à igreja do mundo inteiro. Foi elevada a categoria de festa de dupla segunda ordem para toda a igreja, em 1º de novembro de 1911. Segundo os costumes, na Missa do dia, o Papa utiliza vinho novo ou amassa uvas maduras no cálice. Também neste dia em Roma são abençoadas as uvas passas. Já entre os gregos e russos, além das uvas, abençoam também outras frutas.
No Brasil, o Bom Jesus é padroeiro de muitas cidades. Sua festa recebe nomes diversos e são várias as invocações: Santíssimo Salvador na cidade de Campos, estado do Rio de Janeiro; Transfiguração do Senhor na Catedral Basílica de São Salvador na Bahia; Bom Jesus da Lapa na cidade do mesmo nome também na Bahia; São Salvador do Mundo na Catedral Sé de Olinda, Pernambuco; Bom Jesus do Bonfim e Bom Jesus de Matosinhos em algumas cidades do interior de Minas Gerais; Bom Jesus de Tremembé e Bom Jesus de Pirapora no interior de São Paulo; entre outras.

## Divisão Eclesiástica
Quando entre as décadas de 1920 e 1930, Batinga (ainda fazenda) era assistida pelo Padre Emiliano Gomes Pereira, que na época era vigário de Porto Seguro, esta comunidade esteve sob a condição de freguesia da paróquia Nossa Senhora da Pena. Quando os frades franciscanos assumiram a evangelização dessa região, Batinga ficou como freguesia da paróquia São Bernardo de Claraval, da cidade de Alcobaça, até o ano de 1965, quando foi erigida a paróquia Nossa Senhora D'Ajuda de Itanhém e a partir de então passou a pertencer a nova paróquia. Em 2012 Batinga foi elevada a categoria de Quase-Paróquia com o título de Quase-Paróquia São Brás, tendo a igreja do Bom Jesus de Batinga como sua sede Paroquial. Pertence à Diocese de Teixeira de Freitas-Caravelas, desde 21 de julho de 1962, mas antes da criação desta, era subordinada a Diocese de Ilhéus. A Diocese de Teixeira de Freitas-Caravelas, está inserida na Província Eclesiástica de São Salvador da Bahia junto com as dioceses de Alagoinhas, Amargosa, Camaçari, Eunápolis, Ilhéus e Itabuna.
Até 1551 todo o Brasil era hierarquicamente dependente da Diocese do Funchal (Ilha da Madeira), quando em 25 de fevereiro daquele ano foi erigida a Diocese de São Salvador da Bahia. Com a fundação da Diocese de São Sebastião do Rio de Janeiro em 1676, parte do território brasileiro passou a pertencer a nova diocese, incluindo a região sul da Bahia. Nesse mesmo ano, no dia 16 de novembro, o Papa Inocêncio XI, pela bula Inter Pastoralis Officii Curas, elevou a Diocese de São Salvador da Bahia à dignidade de Arquidiocese e Sede Metropolitana Primacial, tendo como suas sufragâneas as dioceses de Olinda, também criada em 1676, São Sebastião do Rio de Janeiro, Angola e Congo, além de São Tomé.
Caravelas e cidades do extremo-sul baiano ficaram subordinadas a Diocese do Rio de Janeiro até o ano de 1854, quando então, novamente passou a pertencer à Arquidiocese de São Salvador da Bahia. Em 1913 passou a pertencer a diocese de Ilhéus, criada naquele ano pelo papa Pio X. E em 1962 foi criada a diocese de Caravelas. A igreja de Santo Antônio de Caravelas, tornou-se a Catedral diocesana. Anos mais tarde, a Sé Episcopal foi transferida para a paróquia de São Pedro, na cidade de Teixeira de Freitas, pelo então bispo diocesano, Dom Antônio Zuqueto, segundo bispo da diocese.
O bispo diocesano atual é Dom Carlos Alberto, nascido na cidade de Tobias Barreto, no estado de Sergipe, em 2 de outubro de 1955, nomeado bispo de Teixeira de Freitas-Caravelas em 15 de junho de 2005 pelo papa Bento XVI, quando atuava como pároco da paróquia São José em Aracaju. É o terceiro bispo da diocese.

## Turismo e Cultura

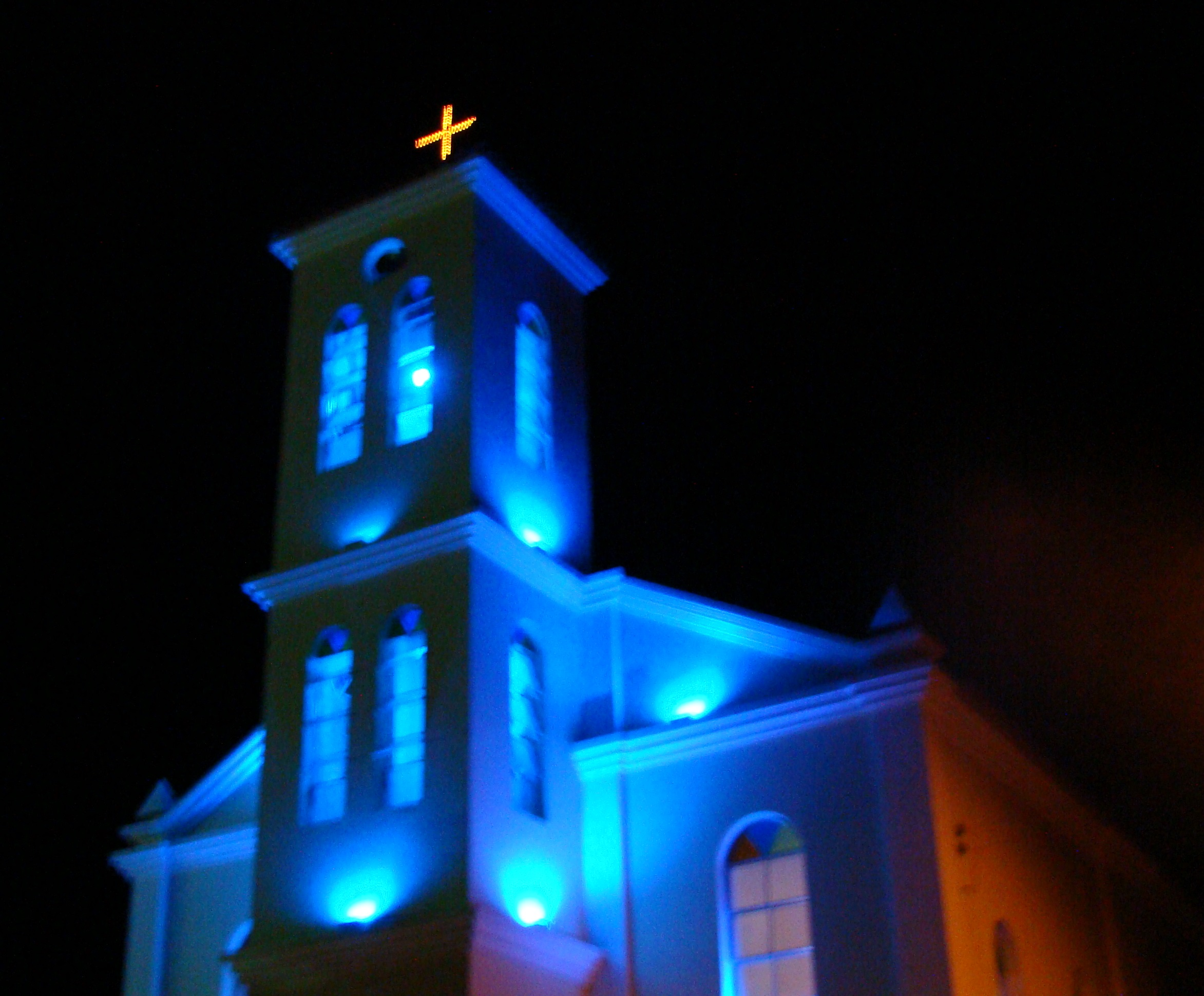
Visão noturna da Igreja do Senhor Bom Jesus de Batinga

Além das belezas naturais das montanhas, rios e cachoeiras, do estilo de vida pacata dos moradores, da feira livre que acontece todos os sábados de manhã que reune os moradores locais e da zona rural, e a presença dos índios Maxakalí vendendo artesanatos e objetos do seu cotidiano (bodoque, arco e flecha, colares, entre outros produtos indígenas e da terra), o lugar oferece alguns eventos folclóricos e culturais. No calendário cultural anual de Batinga estão os eventos:
- Encontro Irmanado de Batinguenses e Umburanenses (EIBU): Festa bianual que reúne os filhos ausentes da cidade e acontece no mês de janeiro dos anos pares, atraindo pessoas de vários lugares do país e também do exterior.
- Puxada do mastro de São Sebastião, no dia 20 de janeiro, que reúne moradores de Batinga e do distrito vizinho de Umburaninha, para levantar o mastro com a bandeira em frente à igreja do Santo, em Umburaninha.
- Procissão de Nossa Senhora das Candeias, no dia 2 de fevereiro. Esta devoção é tão antiga em Batinga, quanto a do Senhor Bom Jesus e preserva-se uma pequena imagem da Santa no nicho do altar da primeira igrejinha.
- Semana Santa: Tradicionais procissões luminosas do encontro, na quarta feira Santa e a do Senhor Morto, na sexta feira Santa.
- Festas Juninas: Mastro de Santo Antônio no dia 13, arraiais e quadrilhas de São João e São Pedro nos dias 23, 24, 28 e 29 do mês de junho.
- Novena do Padroeiro e Puxada do Mastro do Bom Jesus de Batinga: Nove dias de festas que antecedem o dia 6 de agosto.
- Desfiles da Independência da Bahia no dia 2 de julho e Independência do Brasil no dia 7 de setembro, organizados pelas escolas locais.
- Reisados, Boi Janeiro e folias natalinas no período de 20 de dezembro a 20 de janeiro. Entre outras manifestações culturais.

Batinga foi falada no livro Poemausente, o segundo livro do escritor e jornalista baiano, José Andrade, no qual em um dos seus poemas, ele expressa sua visão e experiência ao conhecer o lugar.

## Datas Comemorativas e Históricas
- 1º de novembro: chegada da família Francisco Pereira no ano de 1922, data da origem de Batinga.
- 30 de dezembro: Batinga recebe o nome oficial através da criação do distrito pela lei estadual nº 628, de 30/12/1953.
- 14 de agosto: Batinga é desmembrada de Alcobaça e passa então a pertencer ao novo município de Itanhém, criado pela lei estadual nº 1031, de 14-08-1958.
- 2 de fevereiro: Nossa Senhora das Candeias, mais antiga devoção mariana em Batinga e festa da irmandade.
- 3 de fevereiro: São Brás, padroeiro da Quase-Paróquia.
- 6 de agosto: Senhor Bom Jesus, padroeiro de Batinga.
- 15 de agosto: Nossa Senhora D’Ajuda, padroeira do município.
- 20 de agosto: São Bernardo, antigo padroeiro do município (padroeiro de Alcobaça).